# 瀬戸光
瀬戸 光（せと ひかる）は、NHKのアナウンサー。

## 人物
東京都品川区出身。法政大学国際文化学部卒業。2017年に入局。初任地はNHK高知放送局。

## 嗜好・挿話
- 水泳を3歳から始め、潜水が得意。野球は10年間続け、高校では硬式野球をしていた[3]。
- 大学ではロボットダンスをしていた[3]。
- 大学の自主マスコミ講座28期生[4]。
- 法政大学2016年秋季入学式（2016年9月12日）で、英語と日本語で司会を務めた[2]。

## 現在の担当番組
- 午後LIVE ニュースーン（サブキャスター・中継リポーター：2025年4月 - ）[5]

## 過去の担当番組
高知放送局時代
- どーも、NHK（新人お披露目・2017年6月4日）
- 高知県のニュース・中継・リポート
- ホッと!四国（中継リポーター）
- ギュッと!四国（リポーター）
- ニュース845こうち
- こうちいちばん（リポーター）

岐阜放送局時代
- まるっと!ぎふ（キャスター：2020年9月 - 2025年3月21日）[6]
- あさイチ（2023年4月 - 2025年3月） - 東海地域中継リポーター[7][8]

東京アナウンス室時代

## 同期のNHKアナウンサー
- 片平和宏
- 後藤佑太郎
- 是永千恵
- 鳥山圭輔
- 中原真吾
- 堀菜保子（退職→みずほリサーチ&テクノロジーズ→東京大学大学院教育学研究科）
- 増村聡太
- 松井大
- 森田茉里恵
- 矢崎智之
- 山内泉

## 関連人物
- 黒瀬翔生（フジテレビアナウンサー）
- 三谷紬（テレビ朝日アナウンサー）